# Liste der Kulturdenkmäler in Honerath
In der Liste der Kulturdenkmäler in Honerath sind alle Kulturdenkmäler der rheinland-pfälzischen Ortsgemeinde Honerath aufgeführt. Grundlage ist die Denkmalliste des Landes Rheinland-Pfalz (Stand: 12. Juni 2023).

## Denkmalzonen
| Bezeichnung                | Lage                           | Baujahr | Beschreibung | Bild            |
| -------------------------- | ------------------------------ | ------- | --- | --------------- |
| Denkmalzone Honerather Hof | Burgstraße 33, 35, 42, 44 Lage |         | Die Fachwerkbauten stellen den ältesten Teil von Honerath dar und sind in Zusammenhang mit dem ursprünglich dort stehenden Burghaus zu sehen. | Fotos hochladen |

## Einzeldenkmäler
| Bezeichnung                     | Lage                 | Baujahr         | Beschreibung | Bild                                    |
| ------------------------------- | -------------------- | --------------- | --- | --------------------------------------- |
| Katholische Kapelle St. Donatus | Aachener Straße Lage | 1897            | Bruchsteinsaalbau, bezeichnet 1897; Grabkreuz, bezeichnet 1718                                                                   | Fotos hochladen                         |
| Grabkreuz                       | Burgstraße           | 1718            | Grabkreuz, bezeichnet 1718 | Fotos hochladen                         |
| Wohnhaus                        | Burgstraße 33 Lage   | 19. Jahrhundert | L-förmiges Fachwerkhaus, teilweise massiv, 19. Jahrhundert, Schwengelpumpe                                                       | Fotos hochladen                         |
| Wohnhaus                        | Burgstraße 35 Lage   | 19. Jahrhundert | Fachwerkhaus, 19. Jahrhundert, Scheune                                                                                           | BW                                      |
| Wohnhaus                        | Burgstraße 42 Lage   | 18. Jahrhundert | Fachwerkhaus, 18. Jahrhundert (?), Fachwerkscheune, Ständerbau, 18. Jahrhundert; Gesamtanlage; Grabkreuz, Gusseisen; Grenzsteine | Fotos hochladen                         |
| Wohnhaus                        | Burgstraße 44 Lage   | 19. Jahrhundert | Fachwerkhaus, Drempel, wohl aus dem 19. Jahrhundert, Scheune; Grabkreuz, Gusseisen, 19. Jahrhundert                              | Fotos hochladen                         |
| Grabkreuz                       | Gemarkung            | 1673            | Grabkreuz, bezeichnet 1673 | Direkt Bild zu diesem Denkmal hochladen |